# A Szegedi Nemzeti Színház Örökös Tagja
A Szegedi Nemzeti Színház Örökös Tagja kitüntető cím adományozásáról a színház igazgatósága 1991-ben döntött; célja az értékteremtő művészi munka, a közösségformálás és hagyományápolás terén folytatott maradandó tevékenység elismerése, a társulat jeles tagjainak megbecsülése. A kitüntető cím a színháznál hosszabb ideje kiemelkedő művészi munkát folytató, példamutató magatartást tanúsító színész, énekes, rendező, díszlet- és jelmeztervező, karigazgató, karmester, balettművész, táncos, illetve az igazgatás terén maradandó értékű munkát végzett vezető számára adományozható. 2013 óta a társulat A Szegedi Nemzeti Színház Örökös Mestere címmel ismeri el a műszaki területen kiemelkedő érdemeket szerzett tagok munkáját. A kitüntetést évadnyitó társulati ülések keretében adják át. Az Örökös Tagok, illetve Örökös Mesterek arcképe a nagyszínház előcsarnokában látható.

## A Szegedi Nemzeti Színház Örökös Tagjai
- Angyal Mária rendező
- Barta Mária színművész
- Bányász Ilona színművész
- Berdál Valéria operaénekes
- Décsy Györgyi színművész
- Fekete Gizi színművész
- Gregor József operaénekes
- Gyimesi Kálmán operaénekes
- Harmath Éva operaénekes
- Herceg Zsolt színművész
- Horkits Erzsébet művészeti főtitkár
- Juhász József operaénekes
- Karikó Teréz operaénekes
- Király Levente színművész
- Kovács Kornélia karigazgató
- Mentes József színművész
- Mezey Károly színművész
- Molnár László karmester
- Molnár Zsuzsa díszlet- és jelmeztervező
- Nagy László színigazgató
- Pál Tamás karmester
- Rácz Imre énekkari művész
- Rácz Tibor színművész
- Réti Csaba operaénekes
- Sándor János rendező
- Sinkó György operaénekes
- Somló Gábor színművész
- Suvada Aranka énekkari művész
- Szabady István operaénekes
- Szalatsy István karmester
- Szonda Éva operaénekes
- Vajda Júlia operaénekes
- Varga Mátyás díszlet- és jelmeztervező
- Vargha Róbert operaénekes

## A Szegedi Nemzeti Színház Örökös Mesterei
- Bodnár György fodrász-tárvezető
- Eperjesi Ferencné öltöztető-tárvezető
- Nagy Mihály lakatos-tárvezető
- Várszegi Ottó színpadmester